# Permit (Pferd)
Permit  (* 1945, † 1969) war ein deutsches Trabrennpferd, das von Walter Heitmann gezüchtet wurde. 

## Abstammung
Permit stammte von dem 1934 im Gestüt Lasbek geborenen Hengst Epilog ab. Seine Mutter war die Stute Maienpracht.

## Rennlaufbahn
Der Hengst Permit startete in 124 Rennen. 58 gewann er, 63 mal war Permit platziert. Seine Gewinnsumme betrug 458.620 DM. Erstmals siegte der Hengst im Jahr 1948. 1950 gehörte Permit mit 17 Siegen bei 21 Starts zur Spitze der besten deutschen Traber. 1952 gewann er das Elitloppet in der europäischen Rekordzeit von 1:17,3. Ein Jahr später, 1953, konnte Permit als erstes deutsches Pferd den Prix d’Amérique für sich entscheiden. Außer in Deutschland ging der Hengst in Italien, Frankreich, Schweden, Dänemark und Österreich an den Start. Sein letztes Rennen bestritt er im Jahr 1954.

## Zuchtlaufbahn
1951 wurde Permit zum ersten Mal als Deckhengst aufgestellt. Fünf seiner Nachkommen gewannen das Deutsche Traber-Derby: Errol (1960), Gutenberg (1962), Hadu (1963), Lord Pit (1967) und Manzanares (1968). 